# Alena Burešová
Alena Burešová (24. března 1945 Čerňachiv, Ukrajina – 21. května 2010 Tachov) byla česká keramička a sochařka.
Alena Burešová se narodila 24. března 1945 v Čerňachově ve Volyňská gubernii na Ukrajině. Po válce rodina přesídlila zpět do Čech – do Tachova do domku po vysídlených Němcích. V letech 1959–1963 studovala malířství na Střední průmyslové škole keramické v Karlových Varech. V letech 1963–1969 vystudovala Vysokou školu uměleckoprůmyslovou v Praze. V letech 1970–1978 vyučovala na Středním odborném učilišti keramickém a sklářském v Karlových Varech. Poté se začala věnovat vlastní tvorbě. Využívala především porcelán a šamot. Zasloužila se také o vznik městské galerie v Tachově. Byla členkou plzeňské výtvarné skupiny P89, členkou UVU a členkou Sdružení keramiků ČR. 21. května 2010 v důsledku dlouhodobých psychických problémů spáchala sebevraždu.

## Dílo

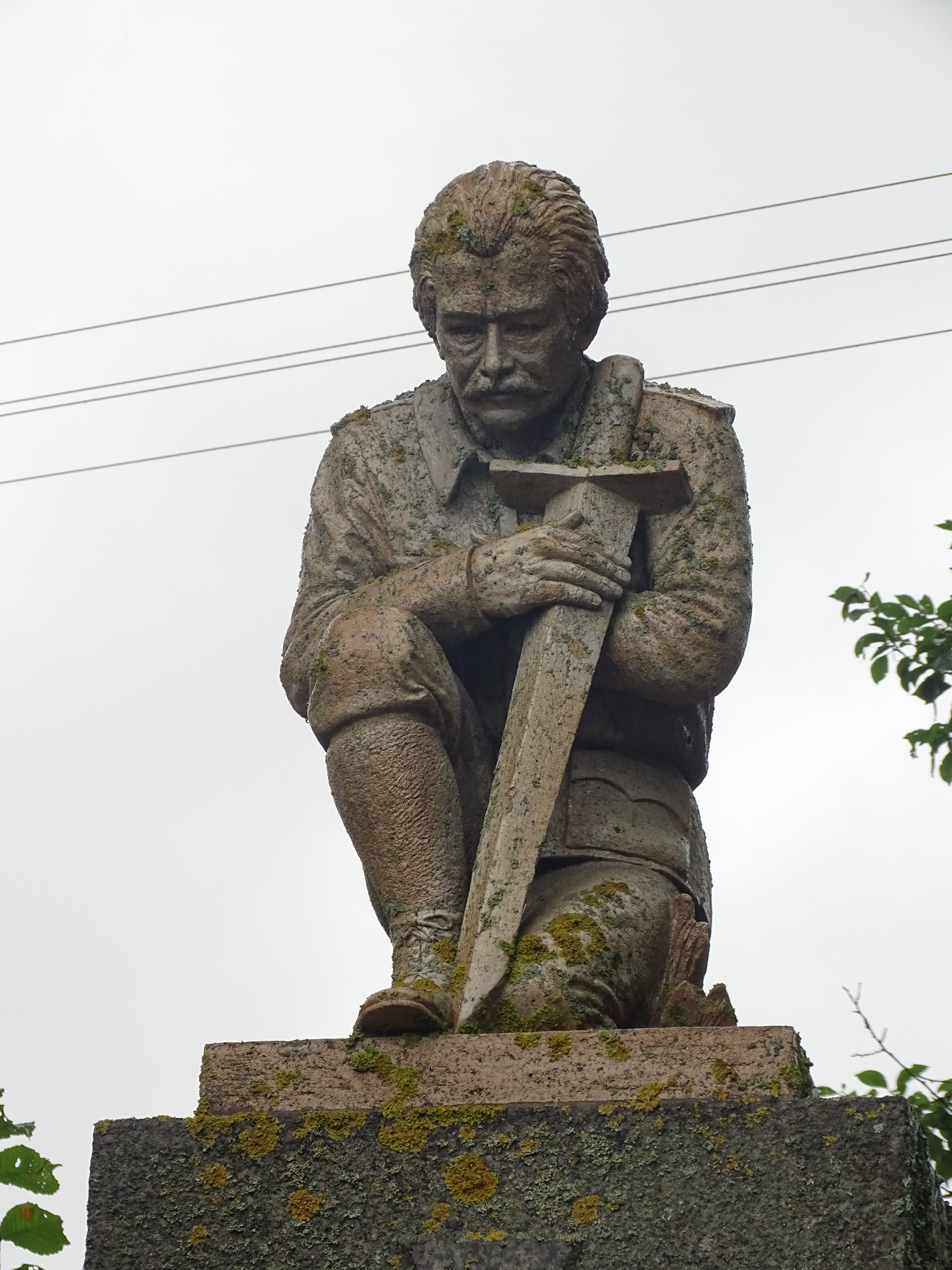
Volná keramická replika nezachované figury na Pomníku padlých v I. světové válce v Horní Výšině

- dekorativní reliéf na fasádě budovy Podniku bytového hospodářství ve Františkových Lázních (1973)[6]
- Chemie, Sokolov (1977)
- Rozvíjející se květy, Bor (1982)[7]
- Hry, Bor (1982)[8]
- Rozkvetlý strom, Tachov (1985)[9]
- Podoby trávy, Domažlice (1989)[10]
- Díkůvzdání, Tachov (1990)[11]
- volná keramická replika nezachované figury na Pomníku padlých v I. světové válce v Horní Výšině (1992)[12]